# 青木玄徳
青木 玄徳（あおき つねのり、1987年10月19日 - ）は、日本の俳優。埼玉県出身。ドルチェスター、バダスプロモーションを経て、現在はフリー。

## 略歴
モデルを経て2011年7月、『ミュージカル・テニスの王子様2ndシーズン 青学vs氷帝』にて本格的に俳優デビュー。
2013年4月、『牙狼-GARO- 〜闇を照らす者〜』でテレビドラマ初出演。同年11月、『仮面ライダー鎧武/ガイム』にて戦極凌馬 / 仮面ライダーデューク役を演じた。
2018年、不祥事によって、所属していた事務所から退所し、事実上の芸能活動停止となった。しかし、2020年4月からはバダスプロモーションに所属し、本格的に芸能活動に復帰した。
2023年9月19日にダンサーの寺澤佑紀との結婚と、第1子男児の誕生を自身のインスタグラムで発表した。
2024年9月2日をもってバダスプロモーションを退所。なお、自分がここまで立ち直れたのは事務所のおかげと感謝の意を表した。

## 人物
趣味・特技は陸上・ボイスパーカッション・スノーボード・音楽制作・スケートボード。真面目な性格で、役柄もクールな人物が多い。『鎧武/ガイム』で演じた戦極凌馬はそうしたイメージを払拭するための挑戦であったと述べている。
『鎧武/ガイム』での変身ポーズは青木が子供のころに考えていたものを用いている。幼少期には『電光超人グリッドマン』を観ていたという。

### 不祥事
2018年4月5日、同年3月4日深夜に世田谷区太子堂の歩道で信号を待っていた女性に背後から抱きつき、女性の胸を触って首や腰に10日間の怪我を負わせたとして、強制わいせつ致傷容疑で警視庁世田谷警察署に逮捕された。容疑を認めており、「酒に酔って気が大きくなってやってしまった」と供述した。報道後、出演予定だった作品の降板やイベントの中止が発表された。
翌日4月6日、同年3月31日付けを以て所属事務所『ドルチェスター』とのマネジメント契約の満了を発表。更新は行わず、双方の合意を以て退所する旨を事務所公式Twitterを通じて報告した。このことは以前から決まっており、別の事務所に売り込む目的で持ち歩いていた履歴書や宣材写真を事件現場に落としたことで青木による犯行と分かった。
同月20日、同じく3月4日深夜に30代女性を突き飛ばし、スカートの中に手を入れようとしていたとして、強制わいせつ未遂の疑いで再逮捕された。周囲の防犯カメラには4人の女性に抱きつくなどした様子が映し出されており、青木は「久しぶりの休みなのでテンションが上がりそんな気になった」「酒に酔っていて覚えていない」と供述している。同月27日、不起訴処分となった。
不祥事により青木が主演を務めた『闇金ドッグス9』は公開中止となり、『恋のしずく』では中村優一が代役を務めた。また、2018年秋に公開予定だった『パタリロ!』は翌年の2019年の6月に延期となった。

## 出演

### テレビドラマ
- 牙狼-GARO- 〜闇を照らす者〜（2013年4月5日 - 9月20日） - 楠神哀空吏 / 天弓騎士ガイ 役
- 放課後グルーヴ 第8話・最終話（2013年6月10日・24日、TBS） - 大学生 役
- 刑事のまなざし 第8話（2013年11月25日、TBS） - 沢田浩司 役
- 仮面ライダー鎧武/ガイム（2013年11月24日 - 2014年8月31日、テレビ朝日） - 戦極凌馬 / 仮面ライダーデューク 役（第7話 - 第43話）、ハカイダー役 （第30話）
- 猫忍（2017年1月 - 3月、tvkほか） - 左之助 役[18]
- 水戸黄門 第2話「想い繋いだ左馬茶碗（浪江）」（2017年10月11日、BS-TBS） - 沼田京太郎 役

### 映画
- 仮面ライダーシリーズ
  - 仮面ライダー×仮面ライダー 鎧武&ウィザード 天下分け目の戦国MOVIE大合戦（2013年、東映） - 戦極凌馬 役
  - 劇場版 仮面ライダー鎧武 サッカー大決戦!黄金の果実争奪杯!（2014年、東映） - 戦極凌馬 / 仮面ライダーデューク 役
  - 仮面ライダー×仮面ライダー ドライブ&鎧武 MOVIE大戦フルスロットル（2014年、東映） - 戦極凌馬 / 仮面ライダーデューク 役
- 闇金ドッグス（2015年8月1日） - 須藤司 役 [19]
  - 闇金ドッグス2（2016年4月9日）[20]
  - 闇金ドッグス3（2016年5月21日） - 主演 [20]
  - 闇金ドッグス4（2016年12月10日）
  - 闇金ドッグス5（2017年1月14日） - 主演
  - 闇金ドッグス6（2017年8月5日）
  - 闇金ドッグス7（2017年9月2日） - 主演
  - 闇金ドッグス8（2018年4月14日） - 主演
  - 闇金ドッグス9（2018年5月19日公開予定が中止、2018年7月25日セルDVD発売） - 主演
- Mr.マックスマン（2015年10月17日） - 福原真 役
- Bros.マックスマン（2017年1月7日）
- コープスパーティー Book of Shadows（2016年7月30日） - 刻命裕也 役
- インターン!（2016年11月5日）
- 探偵は、今夜も憂鬱な夢を見る。（2017年3月4日） - 藍彰二 役 [21]
- くらわんか!（2017年7月1日） - 主演
- 牙狼〈GARO〉 神ノ牙-KAMINOKIBA-（2018年1月6日） - 楠神哀空吏 / 天弓騎士ガイ 役
- パタリロ!（2019年6月28日）- バンコラン 役[22]
- RUN!-3films-「追憶ダンス」（2019年11月2日）
- 遮那王 お江戸のキャンディー3（2019年） - 平宗盛 役
- 修羅の世界[23]（2022年1月29日）- 松並洋輔 役
- うさぎのおやこ（2024年3月22日）[24]

### 舞台
- ミュージカル・テニスの王子様2ndシーズン（2011年 - 2014年） - 氷帝学園 / 部長　跡部景吾 役
  - 青学vs氷帝（2011年7月 - 9月、JCBホール 他）
  - DREAM LIVE 2011（2011年11月 神戸ワールド記念ホール、横浜アリーナ）
  - 青学vs六角 （2011年12月 - 2012年2月、日本青年館 他）
  - 春の大運動会 2012（2012年5月13日 有明コロシアム）
  - Dream Live 2013（2013年4月27日 - 29日・5月3日 - 5日、横浜アリーナ 他）
  - 全国大会 青学vs氷帝（2013年7月11日 - 9月29日、TOKYO DOME CITY HALL 他）
  - 春の大運動会 2014（2014年4月26日、横浜アリーナ）※2回戦のみ出場
  - Dream Live 2014 （2014年11月15日 - 16日・11月22日 - 24日、神戸ワールド記念ホール、さいたまスーパーアリーナ）
- FUNNY BUNNY-鳥獣と寂寞の空-（2012年4月19日 - 30日、青山円形劇場）
- 朗読劇『ユンカース・カム・ヒア』（2012年7月3日 - 8日、ル・テアトル銀座） - ユンカース 役
- ミュージカル『リズミックタウン』（2012年12月20日 - 24日、シアターサンモール） - ラオ 役
- ミュージカル『熱帯男子』（2013年2月7日 - 17日、全労済ホールスペース・ゼロ） - 銀蔵 役
- 絶対彼氏。（2013年3月16日 - 20日、シアター1010） - ナイト 役
- 海峡の光（2014年4月11日 - 29日、よみうり大手町ホール、脚本・演出：辻仁成）
- リーディングドラマ『その後のふたり』（2014年7月19日、東京グローブ座、脚本・演出：辻仁成） - 純哉 役
- もののふシリーズ（2015年 - ） - 斎藤一 役 
  - もののふ 白き虎（2015年9月17日-27日、天王洲銀河劇場・2015年10月1日、アートピアホール・2015年10月3日 - 4日、梅田芸術劇場シアター・ドラマシティ）
  - 瞑るおおかみ黒き鴨（2016年9月、天王洲銀河劇場、森ノ宮ピロティホール、北九州芸術劇場 大ホール）[25]
  - 駆けはやぶさ ひと大和（2018年2月、天王洲銀河劇場、森ノ宮ピロティホール）
- ギャングアワー（2014年10月2日、新宿シアターモリエール） - 日替わりゲスト
- なかよし60周年記念ミュージカル『リボンの騎士』（2015年11月12日 - 17日、赤坂ACTシアター・12月3日 - 6日 シアターBRAVA!） - 海賊ブラッド 役
- ラヴ・レターズ 〜2016 The Climax Special〜（2016年5月15日、パルコ劇場） [26]
- パタリロ!（2016年12月、紀伊國屋ホール） - バンコラン 役
  - 「パタリロ!」★スターダスト計画★（2018年3月15日 - 25日、銀河劇場 / 3月30日 - 4月1日、森ノ宮ピロティホール）
- 里見八犬伝（2017年4月15日 - 5月27日、千葉県南総文化ホール 大ホールほか全国12箇所） - 犬山道節 役
- GHOST WRITER（2021年1月22日 - 24日、COOL JAPAN PARK OSAKA WWホール / 1月29日 -  2月7日、EX THEATER ROPPONGI[27]） - アラミス 役
- 「池袋ウエストゲートパーク」THE STAGE（2021年6月25日 - 27日、豊洲PIT / 2021年7月1日 - 4日、シアター1010） - シャドウ 役[28][29]
- 饗宴「ONLY SILVER FISH」（2021年7月14日 - 25日、RESTAURANT BAR DisGOONieS） - ロイ 役
- MOTHERLAND（2021年12月3日 - 12日、明治座 / 12月18日 -  19日、森ノ宮ピロティホール） - 内史 騰 役[30]
- 饗宴「chill moratorium」（2022年5月20日 - 26日、RESTAURANT BAR DisGOONieS）
- 饗宴「眠れない羊」（2022年7月8日 - 18日、RESTAURANT BAR DisGOONieS） - 進藤 役
- 梅川・忠兵衛（2023年6月23日 - 25日、博品館劇場） - 同心　小早川角之進 役[31]
- 大正ロマネスク「セブンスヒーロー」 二幕（2024年5月16日 - 19日、博品館劇場）[32]
- リア王2024（2024年8月29日 - 9月2日、三越劇場）[33]
- わが歌ブギウギ-笠置シヅ子物語-（2026年1月2日 - 20日〈予定〉、三越劇場 / 1月24日 - 2月1日〈予定〉、南座）[34]

### オリジナルビデオ
- 鎧武外伝
- 鎧武/ガイム外伝 仮面ライダー斬月/仮面ライダーバロン（2015年、東映ビデオ） - 戦極凌馬 / 仮面ライダーデューク 役
- 鎧武/ガイム外伝 仮面ライダーデューク/仮面ライダーナックル（2015年、東映ビデオ） - 戦極凌馬 / 仮面ライダーデューク 役（デューク編主演）
- CONFLICT 〜最大の抗争〜 外伝 織田征仁1・2（2019年） - 織田同志会構成員 杉田晋作 役[35][36]
- 織田同志会 織田征仁1 - 9・最終章・Another（2020年 - 2022年） - 織田同志会 杉田晋作 役[37][38][39][40][41][42][43][44][45][46]
  - 織田同志会 織田征仁1（2020年） - 織田同志会副会長
  - 織田同志会 織田征仁2 - Another（2020年 - 2022年） - 織田同志会構成員

### その他のテレビ番組
- テレビ東京「AXA」（2011年6月）
- テレビ東京「サキよみジャンBANG!」（2011年6月）
- BS-TBS「non-no TV」（2011年7月）
- NHK「MAG・ネット」（2011年9月）

### ラジオ
- テニスの王子様オン ザ レイディオ（2011年6月、文化放送）
- 青春アドベンチャー「エド魔女奇譚（きたん）」（2016年9月、NHK-FM）

### ゲーム
- 仮面ライダーバトル ガンバライジング（2014年、バンダイ） - 仮面ライダーデューク 役
- 仮面ライダーバトル ガンバレジェンズ（2023年、バンダイ） - 仮面ライダーデューク 役

### 玩具
- プレミアムバンダイ限定 DXドラゴンフルーツエナジーロックシード（2015年、バンダイ） - 戦極凌馬の声 役
- 『鎧武外伝 仮面ライダーデューク/仮面ライダーナックル』ロックシード版付属 DXレモンロックシード（2015年、東映ビデオ・バンダイ） - 戦極凌馬の声 役
- プレミアムバンダイ限定 DXザクロロックシード（2015年、バンダイ） - 戦極凌馬の声 役
- COMPLETE SELECTION MODIFICATION 戦極ドライバー（2021年3月、バンダイ） - 戦極凌馬 / 仮面ライダーデューク 役（ライブラリ出演）
- COMPLETE SELECTION MODIFICATION ゲネシスドライバー（2024年3月、バンダイ） - 戦極凌馬 / 仮面ライダーデューク 役[47]

### その他
- CR牙狼〜金色になれ〜（2014年、サンセイ） - 楠神哀空吏 / 天弓騎士 ガイ 役
- FENRIR（2023年）
  - 2023 S/S COLLECTION　LOOK BOOKモデル[48]
  - 2023 A/W COLLECTION　LOOK BOOKモデル[49]

## 書籍

### 写真集
- ZUKAN 青木玄徳（2014年11月14日、早川書房）ISBN 4152095008